# Leonardo Antonelli
Leonardo Antonelli (Senigallia, 6 novembre 1730 – Senigallia, 23 gennaio 1811) è stato un cardinale e vescovo cattolico italiano.

## Biografia
Nacque a Senigallia il 6 novembre 1730 dalla nobile famiglia dei conti Antonelli, conti di Pergola, patrizi di Gubbio e di Ostra.
Papa Pio VI lo elevò al rango di cardinale nel concistoro del 24 aprile 1775. Fu soprannominato il "Cardinale Nero". Morì il 23 gennaio 1811 all'età di 80 anni nel suo palazzo Antonelli Castracani Augusti a Brugnetto di Senigallia.
È sepolto nella seconda navata a sinistra del duomo di Senigallia.

## La Biblioteca Antonelliana
Uomo di lettere, Antonelli raccolse nella Galleria del Palazzo Pamphilj in Piazza Navona a Roma l'importante biblioteca raccolta dallo zio, Card. Nicolò Maria Antonelli, e l'arricchì con nuove acquisizioni, affidandola alle cure del bibliotecario Francesco Cancellieri. Tra i manoscritti della Biblioteca si conservava anche una copia del testo etiopico del Libro di Enoch, una delle primissime giunte in Europa. La provenienza del manoscritto è rimasta a lungo sconosciuta. Ne fa menzione per la prima volta l'orientalista Agostino Antonio Giorgi in una lettera (non datata), scritta prima del 1775. Solo di recente si è potuto appurare che esso proveniva dall'esploratore James Bruce che lo aveva donato al papa Clemente XIV durante una sua visita a Roma nel dicembre 1773.. Il manoscritto, mai tradotto o pubblicato, rimase nella Biblioteca dell'Antonelli, fino a quando, dopo la sua morte, Angelo Mai lo acquisì attorno al 1825 per la Biblioteca Vaticana rendendolo per la prima volta disponibile alla ricerca internazionale. Nel 1825 la Biblioteca fu trasferita a Senigallia a costituire la Biblioteca comunale Antonelliana (tuttora attiva).

## Genealogia episcopale e successione apostolica
La genealogia episcopale è:
- Cardinale Scipione Rebiba
- Cardinale Giulio Antonio Santori
- Cardinale Girolamo Bernerio, O.P.
- Arcivescovo Galeazzo Sanvitale
- Cardinale Ludovico Ludovisi
- Cardinale Luigi Caetani
- Cardinale Ulderico Carpegna
- Cardinale Paluzzo Paluzzi Altieri degli Albertoni
- Papa Benedetto XIII
- Papa Benedetto XIV
- Papa Clemente XIII
- Cardinale Giovanni Francesco Albani
- Cardinale Leonardo Antonelli

La successione apostolica è:
- Vescovo Atanasio Saraff (1795)
- Vescovo Nicola Martini (1798)
- Vescovo Vincenzo Maria Parruco Tries, O.P. (1798)
- Vescovo Serafino Vitale, O.S.B.Oliv. (1798)
- Vescovo Vincenzo Maria Strambi, C.P. (1801)
- Cardinale Giuseppe Morozzo Della Rocca (1802)
- Arcivescovo Antoine Etienne Aconcius Kover, C.A.M. (1804)
- Vescovo Alfonso Cingari (1806)
- Vescovo Fortunato Maria Pinchetti (1806)
- Vescovo Andrea Mastai Ferretti (1806)